# Трі-Спрінгс (Пенсільванія)
Трі-Спрінгс (англ. Three Springs) — місто (англ. borough) в США, в окрузі Гантінгдон штату Пенсільванія. Населення — 448 осіб (2020).

## Географія
Трі-Спрінгс розташоване за координатами 40°11′49″ пн. ш. 77°58′55″ зх. д. / 40.19694° пн. ш. 77.98194° зх. д. (40.196955, -77.981922).  За даними Бюро перепису населення США в 2010 році місто мало площу 3,19 км², уся площа — суходіл.

## Демографія
Згідно з переписом 2010 року, у селищі мешкали 444 особи в 197 домогосподарствах у складі 124 родин. Густота населення становила 139 осіб/км².  Було 218 помешкань (68/км²).
Расовий склад населення:
| - 98,4 % — білих - 0,2 % — азіатів |

До двох чи більше рас належало 1,4 %. Частка іспаномовних становила 0,2 % від усіх жителів.
За віковим діапазоном населення розподілялося таким чином: 23,2 % — особи молодші 18 років, 55,2 % — особи у віці 18—64 років, 21,6 % — особи у віці 65 років та старші. Медіана віку мешканця становила 41,8 року. На 100 осіб жіночої статі у селищі припадало 88,9 чоловіків;  на 100 жінок у віці від 18 років та старших — 86,3 чоловіків також старших 18 років.
Середній дохід на одне домашнє господарство  становив 52 711 долар США (медіана — 43 750), а середній дохід на одну сім'ю — 61 260 доларів (медіана — 50 000). Медіана доходів становила 36 875 доларів для чоловіків та 32 375 доларів для жінок. За межею бідності перебувало 8,6 % осіб, у тому числі 9,0 % дітей у віці до 18 років та 13,6 % осіб у віці 65 років та старших.
Цивільне працевлаштоване населення становило 201 особа. Основні галузі зайнятості: освіта, охорона здоров'я та соціальна допомога — 22,4 %, виробництво — 16,9 %, роздрібна торгівля — 12,4 %, будівництво — 11,4 %.